# Pepito de ternera
Pour les articles homonymes, voir Pépito (homonymie).
Le pepito de ternera, ou simplement pepito, est un sandwich chaud originaire d'Espagne, généralement composé d'une baguette et de filet de bœuf grillé ou frit dans l'huile avec de l'ail émincé. Il s'agit généralement d'un steak d'aloyau. C'est l'un des sandwichs les plus populaires, demandé à l'heure du déjeuner, surtout dans les cafétérias et les bars de certaines régions d'Espagne, comme à Madrid, ou l'Andalousie.

## Histoire
Il existe différentes versions de l'invention de ce sandwich ; la plus ancienne remonte à l'après-guerre en Espagne, au milieu des années 1950, selon laquelle un client régulier d'un bar appelé Pepe, (ou « Don Pepito », qui est le nom plus familier) demandait un sandwich avec un filet de veau à l'intérieur (un demi-bisté ou bistelito). Cette demande a probablement été répétée régulièrement par le même Pepito jusqu'à ce que les clients du bar commencent à demander : « Je veux un sandwich comme celui de Pepito », et finalement ils ne demandaient plus que : « un pepito de veau ».
Le terme pepito est devenu si populaire qu'il est parfois utilisé pour désigner tout type de sandwich. Ainsi, on trouve l'échine de porc, le poulet, la dinde, etc. Certains d'entre eux sont généralement accompagnés d'un autre condiment et il est également courant de trouver le pepito de bœuf au jambon et au fromage, le pepito de bœuf au bacon, le pepito de bœuf au fromage et aux poivrons, etc. L'explication historique de ce snack est donnée par le cuisinier et historien culinaire Teodoro Bardají Mas dans un article de l'hebdomadaire Ellas du 7 mai 1933,. Au Café de Fornos à Madrid, l'un des fils du fondateur s'appelait José Fornos et était affectueusement surnommé « Pepito ». Comme il avait l'habitude de grignoter des sandwichs à la viande froide, un jour il a demandé un sandwich chaud et on lui en a fait un au veau. Ce snack est devenu populaire et bientôt les amis et les clients de Pepito Fornos en voulaient « un comme celui de Pepito ». Il a rapidement conservé ce nom.

## Variantes
Au Venezuela, notamment à Barquisimeto, capitale de l'État de Lara, le pepito est très connu et vendu à tel point que des variantes ont été créées comme les pepitos de lomito, de pollo, de cerdo et mixtos (mélanges des viandes susmentionnées), ainsi que les sauces avec lesquelles ils sont accompagnés (sauce tartare, sauce à l'ail, sauce aux champignons, sauce au maïs et bien d'autres). Généralement, les rues où il y a de nombreux kiosques vendant des pepitos sont appelées « rues de la faim » (calle del hambre). À Barquisimeto, le 12 janvier 2013, le « plus grand pepito du monde » a été réalisé, mesurant 109 mètres et préparé par de nombreux chefs réputés de la ville ; le pepito pouvait être mangé. C'est une œuvre de charité.[pas clair]